# Železniška postaja Ribnica
Železniška postaja Ribnica je ena izmed železniških postaj v Sloveniji, ki oskrbuje bližnje naselje Ribnica.